# Hermann von Speck
Pour les articles homonymes, voir Speck.
Hermann Ritter von Speck, né le 8 août 1888 à Munich et mort au combat le 15 juin 1940 à Pont-sur-Yonne, est un General der Artillerie allemand qui a servi au sein de la Heer (Armée de terre) dans la Wehrmacht pendant la Seconde Guerre mondiale.
Il a été récipiendaire de la croix de chevalier de la croix de fer. Cette décoration est attribuée pour récompenser un acte d'une extrême bravoure sur le champ de bataille ou un commandement militaire accompli avec succès.

## Biographie
Hermann von Speck est le seul général allemand à être tué au combat pendant la bataille de France, le 15 juin 1940 à Pont-sur-Yonne, en France. Il est décoré à titre posthume de la croix de chevalier de la croix de fer le 17 octobre 1940 et promu au grade supérieur de General der Artillerie avec effet rétroactif au 1er juin 1940. Un monument est érigé en son honneur route de Bray peu après.
En 2010, le journaliste américain Jay Nordlinger s'est entretenu avec la fille de Speck, qui a affirmé que le général aurait délibérément cherché à être tué au cours d’un affrontement avec l’armée française. En effet, il ne pouvait déserter car il aurait alors rompu son serment militaire. Par ailleurs, il ne pouvait se suicider car cela aurait été contraire à sa foi catholique. Ses derniers mots auraient été : « Il fallait qu'il en soit ainsi » ou « Ainsi soit-il »,.

## Décorations
- Croix de fer (1914)
  - 2e classe
  - 1re classe
- Ordre militaire de Maximilien-Joseph de Bavière
- Croix d'honneur
- Agrafe de la croix de fer (1939)
  - 2e classe
  - 1re classe
- Croix de chevalier de la croix de fer
  - Croix de chevalier le 17 octobre 1940 en tant que Generalleutnant[e] commandant le XVIII. Armeekorps[1], à titre posthume